# Sheela-na-Gig

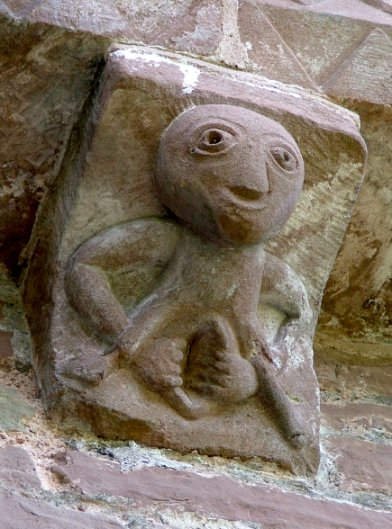
Sheela-na-Gig an der Church of St Mary and St David in Kilpeck, Herefordshire

Als Sheela-na-Gig (irisch Síle na gcíoch) werden im irisch-englischen Sprachraum Steinreliefs weiblicher Figuren bezeichnet, die ihre meist übergroß dargestellte Vulva präsentieren.

## Verbreitung und Name

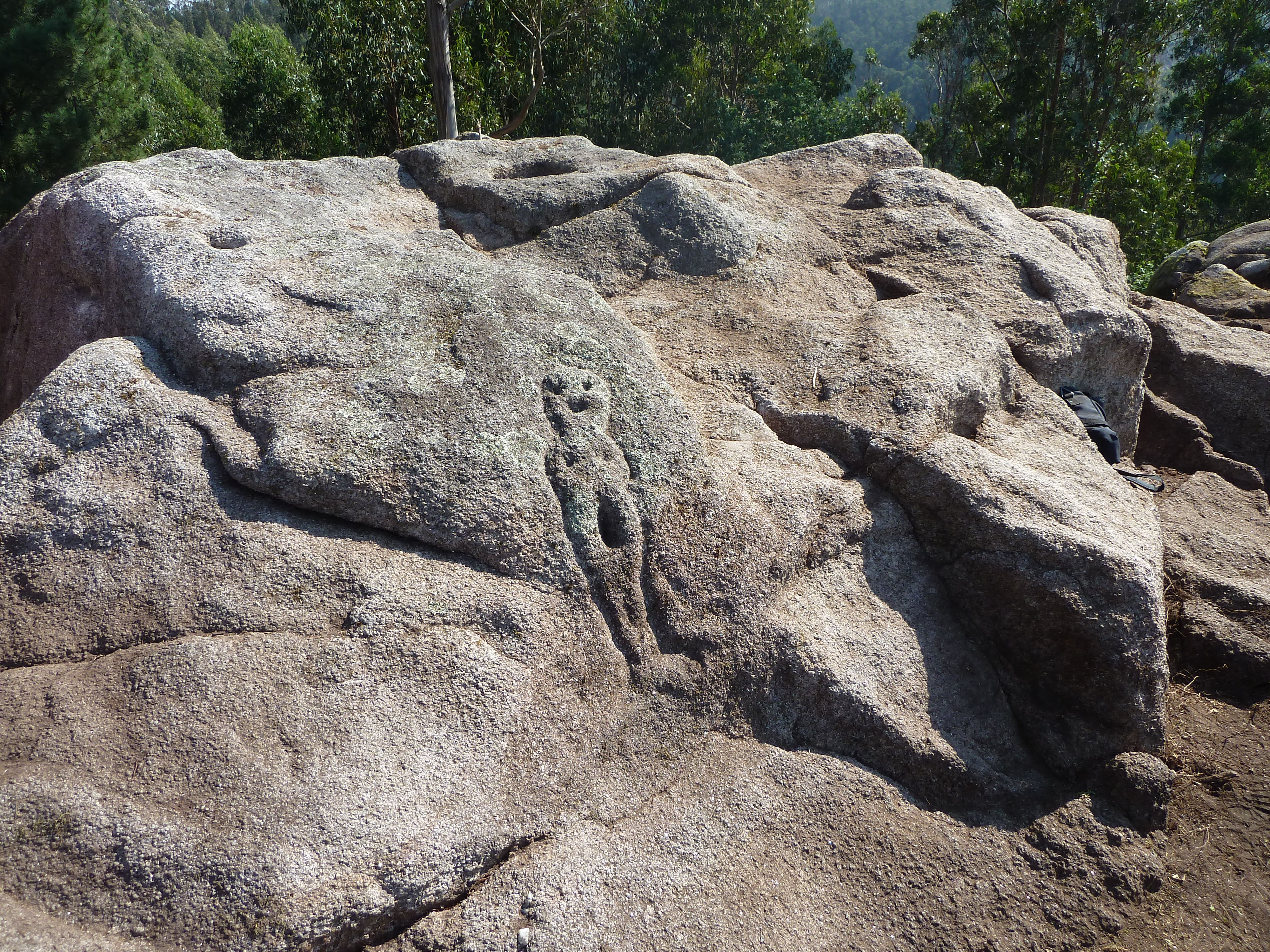
Die Moura Pena Furada in Coirós, Galicien, Iberische Halbinsel

Die 140 noch am Originalplatz erhaltenen Sheela-na-Gigs befinden sich an den Außenwänden von Kirchen, Burgen und Gebäuden in Irland (99) und Großbritannien (41). Nur wenige werden von männlichen Figuren begleitet oder finden sich an nicht-sakralen Gebäuden. Der Name wurde zuerst von der Royal Irish Academy in den Proceedings of the Royal Irish Academy 1840–44 veröffentlicht und als ortsüblicher Name für eine Figur angegeben, die an der Giebelwand einer Kirche in Rochestown (Nr. T17) in der irischen Grafschaft Tipperary angebracht war, heute jedoch abgängig ist. Dieser Name wurde 1840 auch von dem frühen Keltologen und Mitglied der staatlichen Vermessungsbehörde Ordnance Survey Ireland, John O’Donovan, erwähnt. Er bezog ihn auf eine Figur an einer Kirche in derselben Grafschaft. Über den Ursprung und die Bedeutung des Namens besteht Uneinigkeit. Nach Eamonn Kelly, Kurator am National Museum of Ireland in Dublin, stammt der Name naheliegenderweise aus dem Irischen, ursprünglich entweder Sighle na gcíoch („Alte Hexe mit Brüsten“) oder Síle ina giob („Sheila [Name einer alten Frau] auf ihrem Hintern“). Birkhan übersetzt Sheela-na-gig mit „Julia mit den Brüsten“, weist allerdings darauf hin, dass dieser Name eigentlich eher nicht zutreffend sei.

## Ansichten zu Herkunft und Zweck der Sheelas

### Nach James Jerman und Anthony Weir

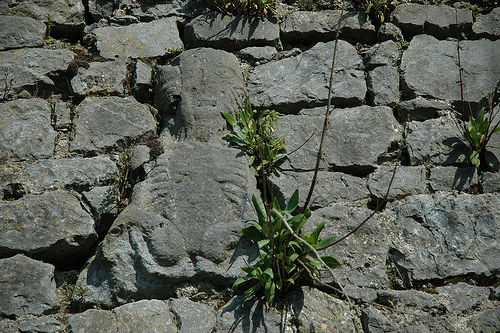
Sheela in der Stadtmauer von Fethard in Irland

Nach James Jerman und Anthony Weir wurden die Figuren zuerst im 11. Jahrhundert auf der Iberischen Halbinsel (Moura Pena Furada) und Frankreich geschaffen. Britannien und Irland erreichten sie erst im 12. Jahrhundert. Sie übernahmen die Ergebnisse der von Jørgen Andersen begonnenen Forschung. 
Eamonn Kelly wies auf die Verteilung der Sheelas in Irland hin, um dieselbe Theorie zu stützen: Beinahe alle am ursprünglichen Anbringungsort noch erhaltenen Sheelas sind in den von Anglo-Normannen im 12. und 13. Jahrhundert eroberten Gebieten Irlands zu finden. In den Gebieten, die in der Hand einheimischer Herrscher verblieben, finden sich weniger Sheelas. Weir und Jerman argumentieren in ihrem Werk Images of Lust, dass die Anbringung der Sheela-na-Gigs an Kirchen und ihre nach mittelalterlichen Normen empfundene Hässlichkeit darauf verweist, dass sie die weibliche Lust als abscheulich und sündhaft darstellen. Es wird angenommen, dass die kleinen Skulpturen dazu dienen sollten, den Tod und das Böse fernzuhalten.

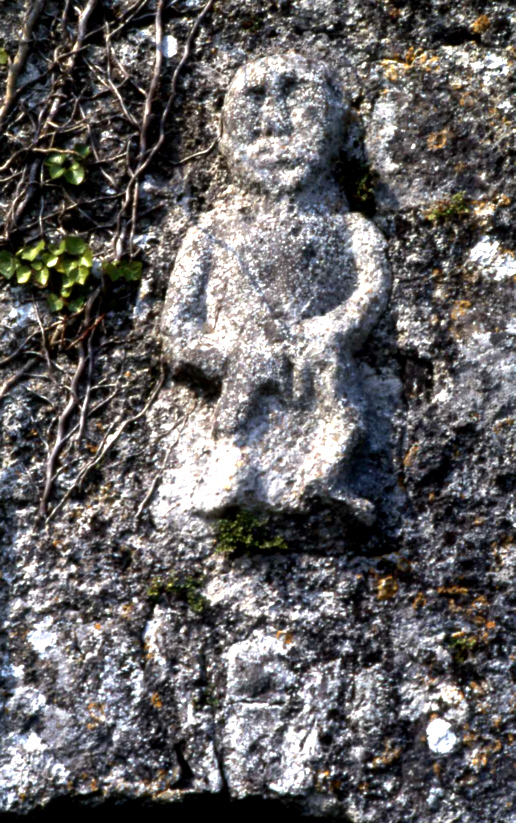
Sheela über dem Kirchenportal von Killinaboy in Irland

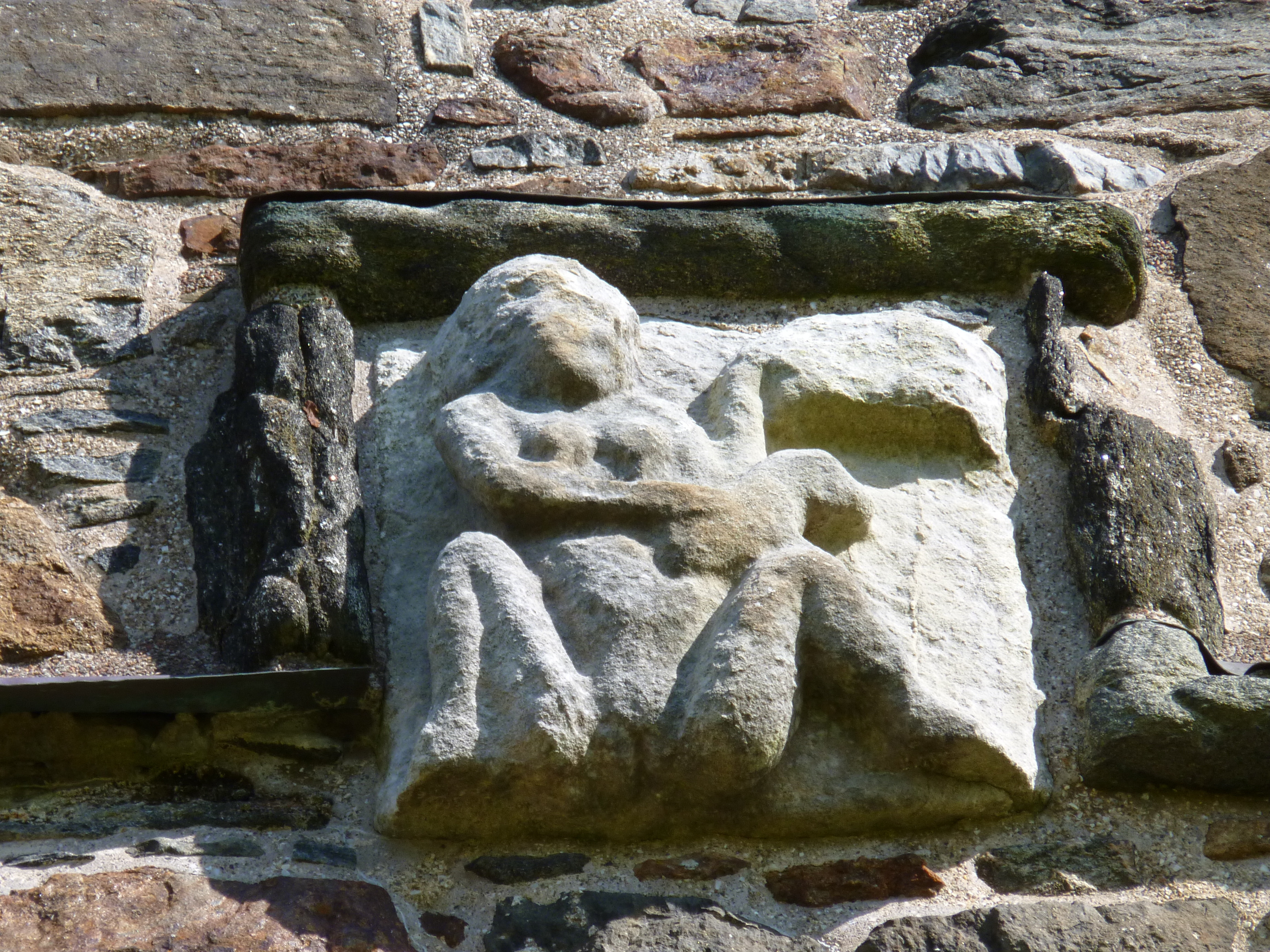
Sheela der Hebriden Schottland

### Nach Joanne McMahon und Jack Roberts
Nach der Theorie von Joanne McMahon und Jack Roberts sind die Abbilder Zeugnisse eines vorchristlichen Fruchtbarkeitskultes. Um diese Behauptung zu stützen, verweisen sie zum Beispiel auf die Unterschiede in den Materialien und im Stil der Sheelas und der sie tragenden Gebäude. Zudem sind einige der Sheelas zur Seite gedreht, was darauf verweist, dass sie aus zuvor bestehenden älteren Strukturen in frühchristliche übernommen wurden. Es bestehen Unterschiede zwischen „kontinentalen“ Figuren exhibitionistischen Charakters und den irischen Sheelas. Auch fehlt in Irland und Großbritannien die Begleitung durch männliche Figuren, wie sie bei kontinentalen Figuren häufiger anzutreffen ist. Zudem sind die Figuren auch gebogener und erinnern stärker an Schlangenmenschen. 
Die Darstellung der Promiskuität der vorchristlichen Göttin der Fruchtbarkeit beschränkt sich nicht auf irische Darstellungen, auch wenn einige an Deutlichkeit nicht zu überbieten sind. Es sieht heute so aus, als hätten die Reformen der irischen Kirche, die erst 1111 mit der Synode von Rathbreasail begannen und in Kells 1152 weiter geführt wurde, auch das Ende der Sheelas eingeläutet. Irland, stets als ein Eckpfeiler des Christentums bezeichnet, stand bis ins 12. Jahrhundert nicht unter dem Einfluss Roms und entkam ihm auch schnell wieder, als die britischen Eroberer im 17. Jahrhundert rund 400 Klöster und viele Kirchen zerstörten. Der geschwächte Klerus organisierte den Widerstand. Mass Rocks und Penal Churches sind die Belege für heimliche Gottesdienste im besetzten Irland. Ein Kampf gegen die überkommenen heidnischen Vorstellungen wäre da zum Zweifrontenkrieg geraten. So finden wir hier noch heute tausende Heiliger Quellen und Wunschbäume, die ihre heimliche Anhängerschaft haben oder zu christianisierten Orten wurden.

## Der zu Roberts Version passende Mythos
Die vorchristliche Liebesgöttin hat in der nordischen Freya ihre Entsprechung, von der es eine vergleichsweise zurückhaltende Darstellung auf einem gotländischen Bildstein gibt. Sie stand für Glück, Erfolg, Fruchtbarkeit und Gesundheit. Entsprechend altirischer Legenden erscheint jedem zukünftigen König eine Frau als hässliche, lüsterne Hexe und sucht ihn zu verführen. Wenn sie Erfolg hat, wird sie zu einer schönen Frau und gibt ihm Erfolg und seiner Herrschaft ihren Segen. Sheelas fordern mit eindeutiger Geste zur Kopulation auf; deshalb musste zumindest in der offiziellen Lesart der Kirche der Sinn der unverhohlen gezeigten Libido wechseln: So wurden sie von dem damals offensichtlich weniger sittenstrengen irischen Klerus in ihrer überlieferten Mission als Glücksbringerin gesehen. Der Halbmond, der das rechte Auge der Sheela von Ballinacarriga im County Cork umschließt, kennzeichnet sie als eine Enkelin der Göttinnen Dana und Brigid. J. Roberts spannt den Bogen sogar bis zur indischen Kali, die als Kalika ähnlich dargestellt wird. Ihr gälischer Name war Cailleach. Sie gilt als die Urmutter der Völker. Vergleiche die Interpretation des Gemäldes Der Ursprung der Welt.

## Kontinentaleuropäische Beispiele
An kontinentaleuropäischen Kirchen und Burgen des Mittelalters, insbesondere der Romanik, kommen ähnliche Figuren vor – meist an Konsolenfriesen oder an Miserikordien, seltener an Kapitellen. Auf dem Hintergrund ihrer nahezu ausschließlichen Platzierung im Außenbereich dienten sie – gemäß heutiger Interpretation – der Abwehr böser Geister, hatten also eine unheilabwehrende, apotropäische Funktion. An gotischen Miserikordien sind sie dagegen eher als grotesk-frivole Spielereien zu verstehen.
Auch vor dem Ponte de Rialto in Venedig am linken Haus findet sich eine solche Steinfigur am Eck oben.

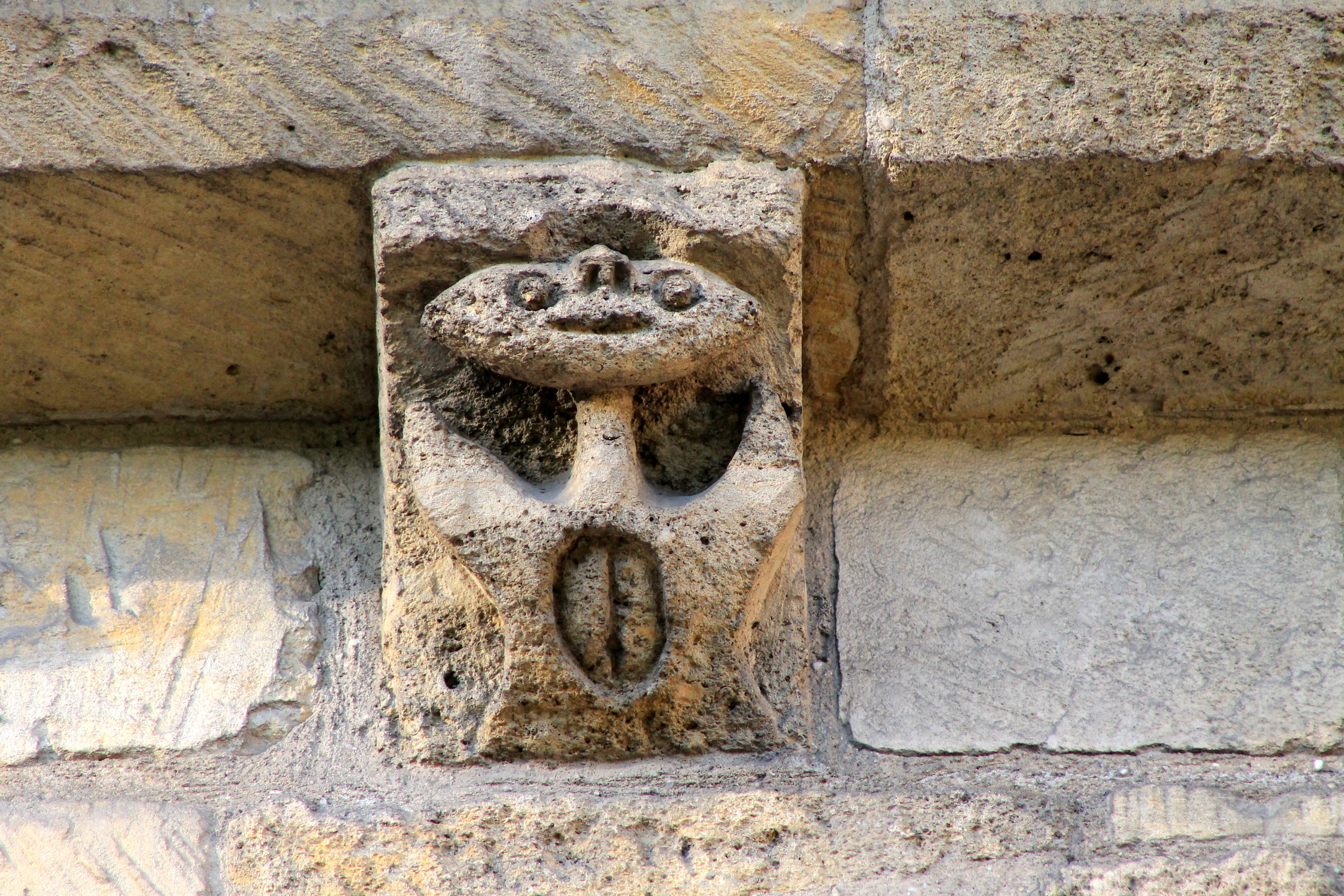
Château de Caen, Normandie, Frankreich
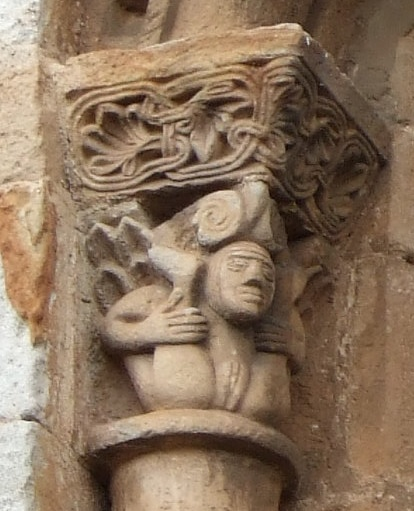
Colegiata de Cervatos, Kantabrien, Spanien
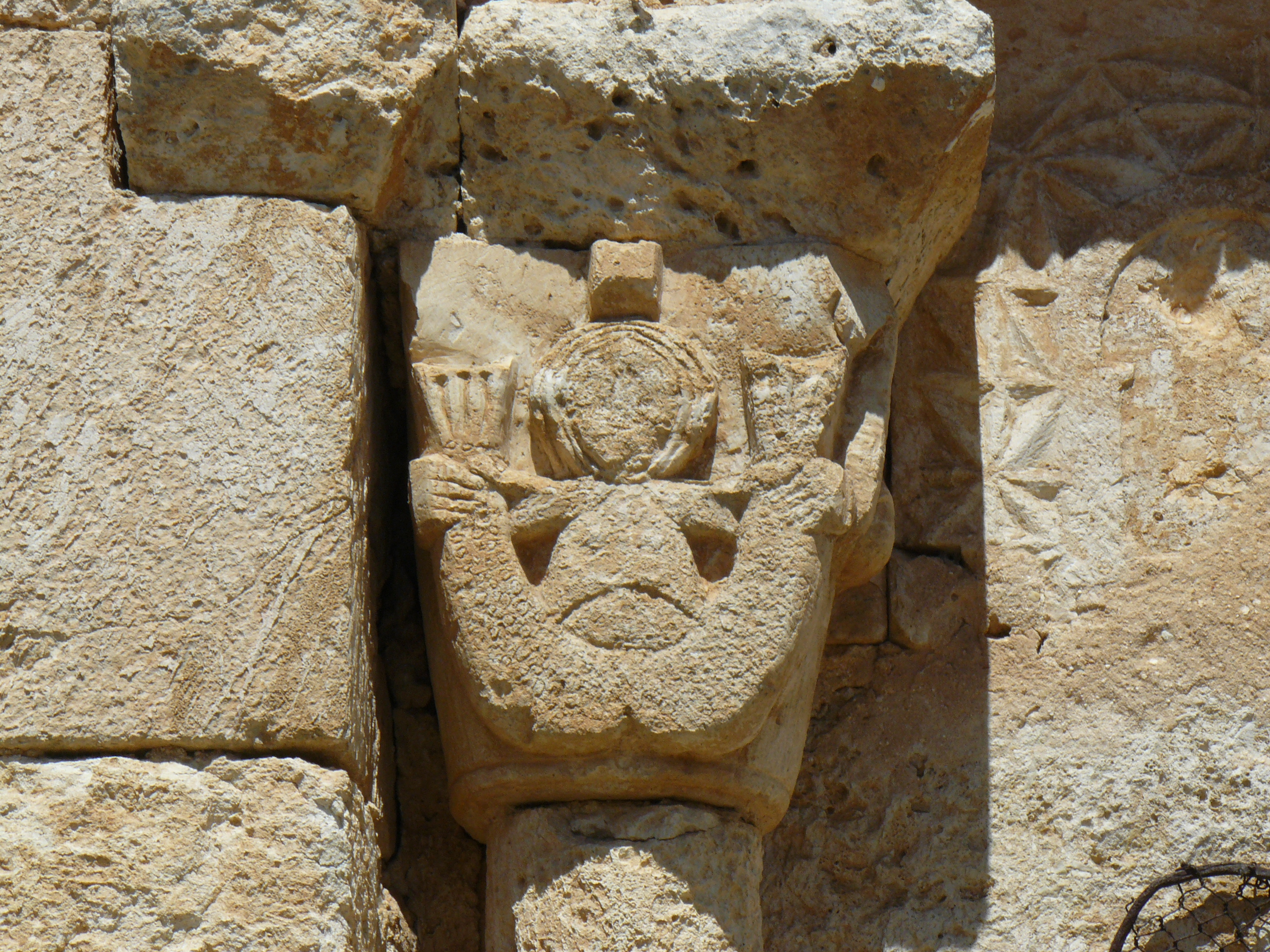
Ermita de San Salvador, Santibáñez de Esgueva, Spanien
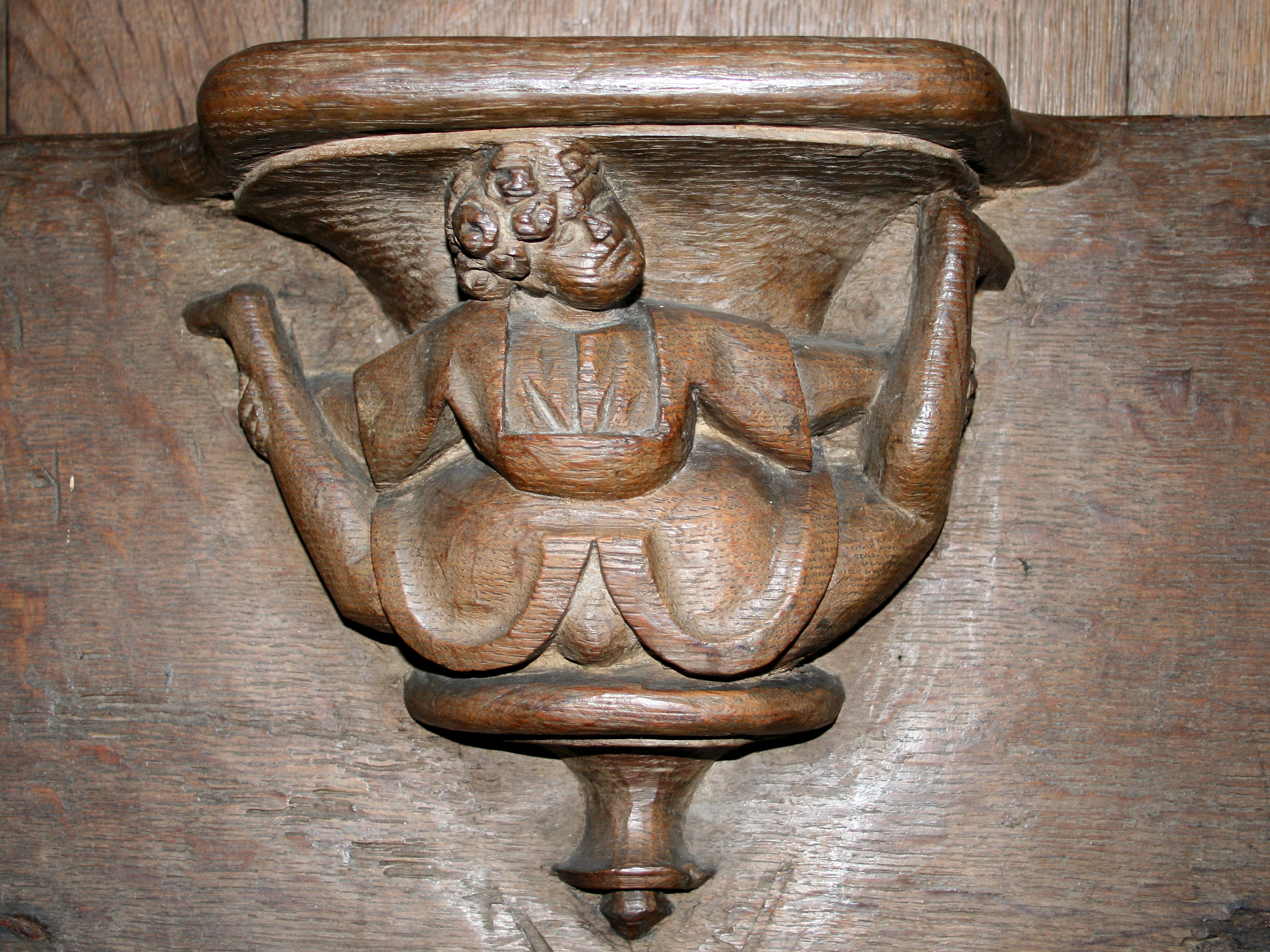
Basilika St-Materne, Walcourt, Belgien
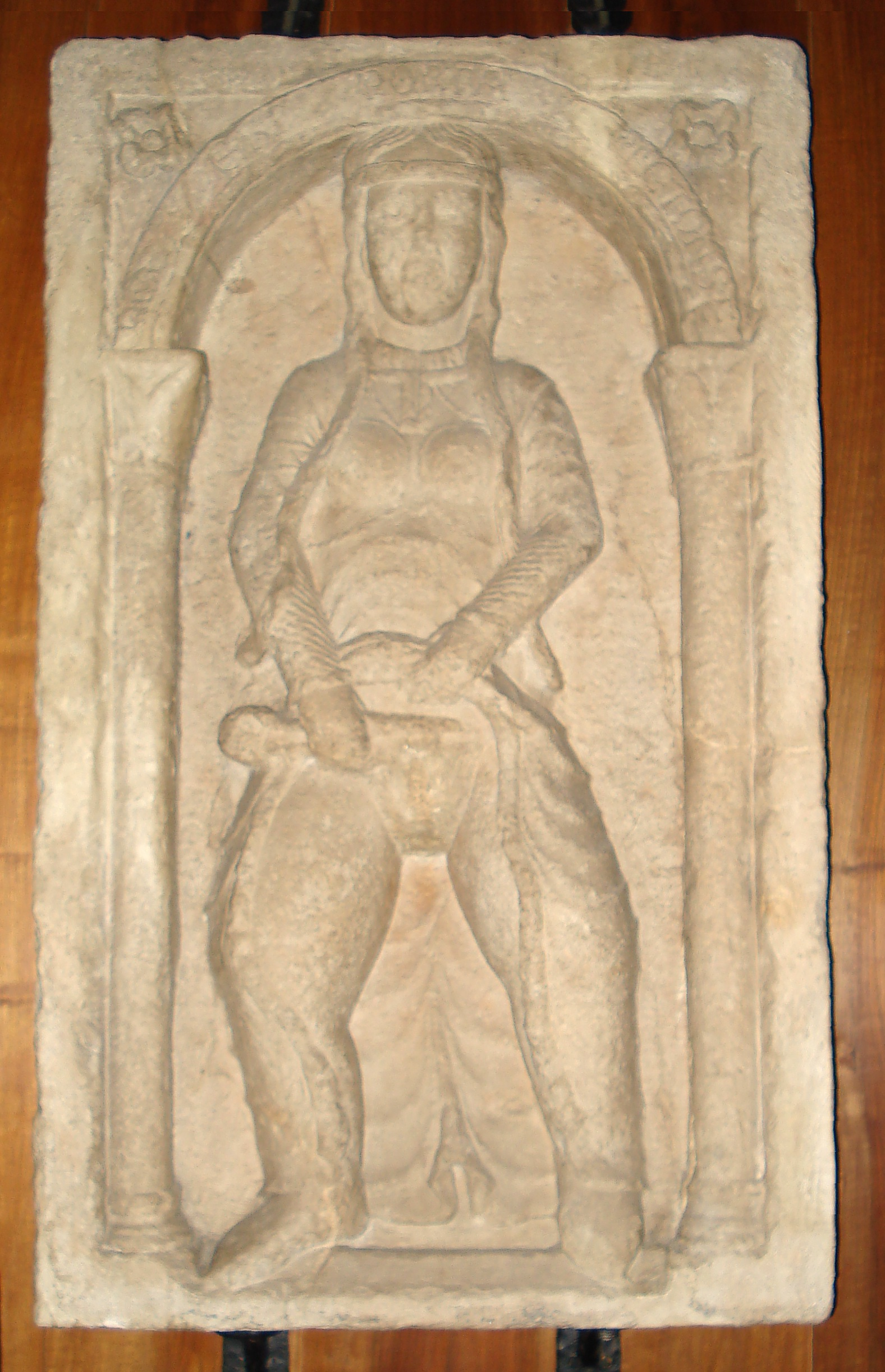
Castello Sforzesco, Mailand, Italien
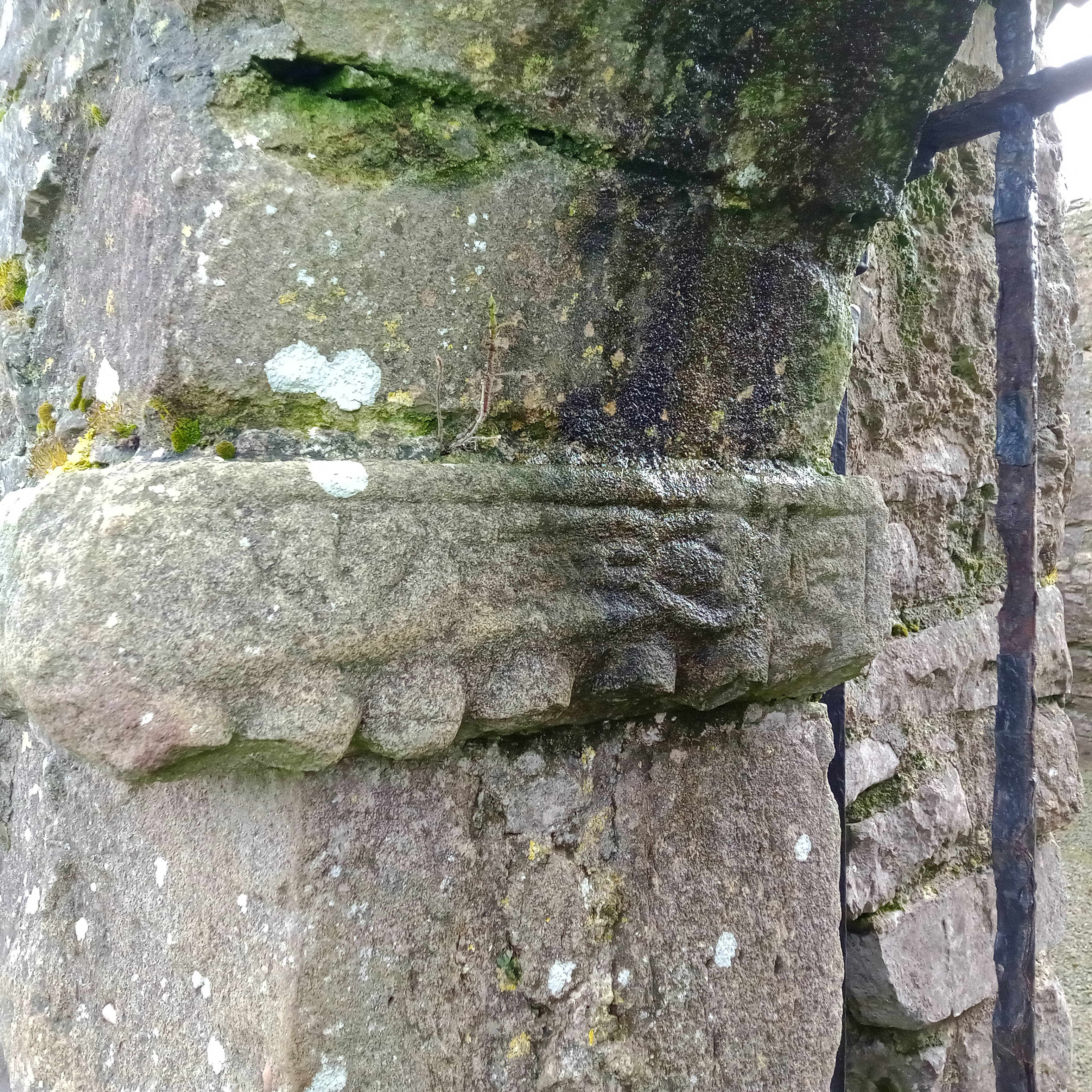
Sheela an der Liathmore Church - horizontal
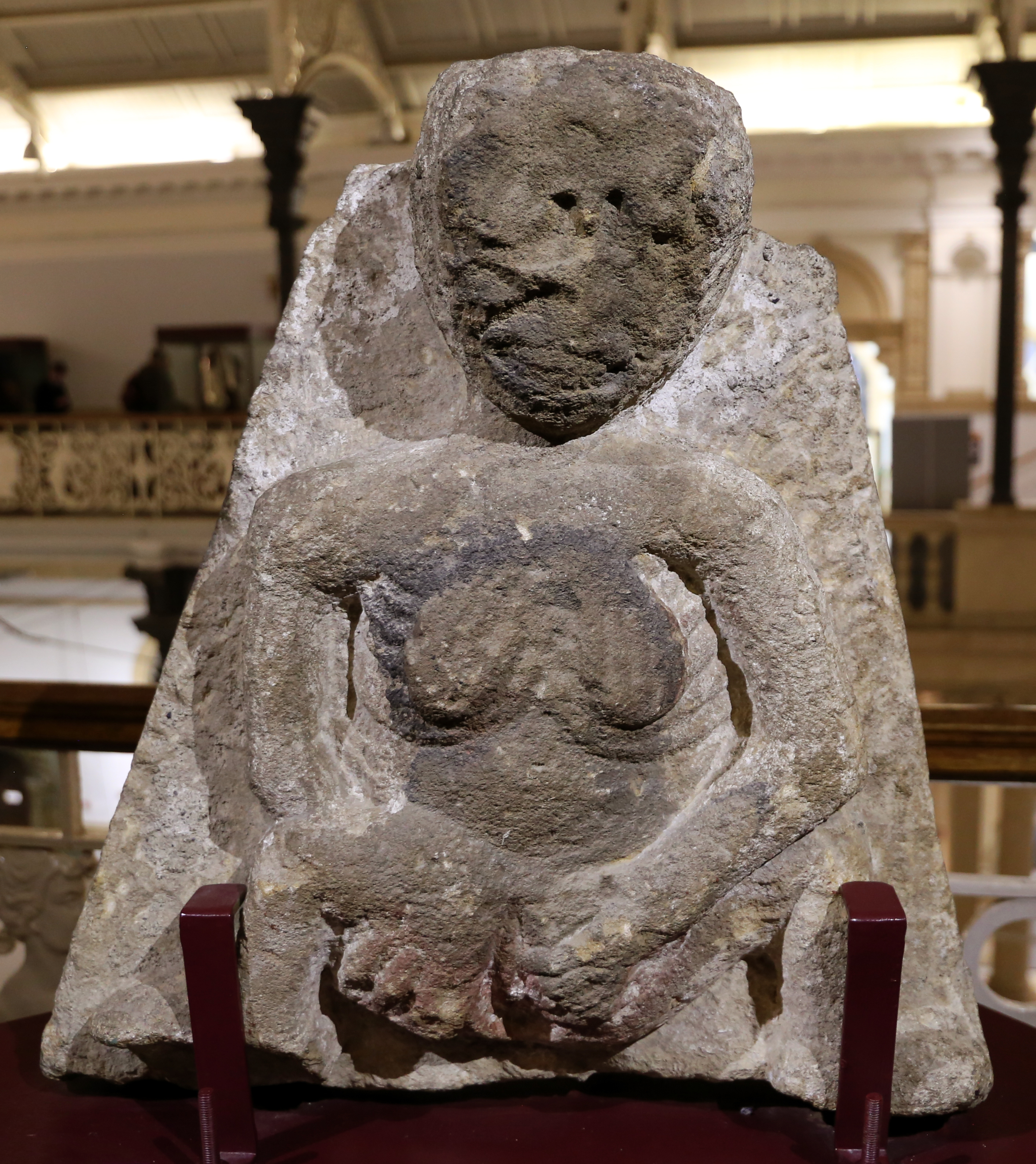
Sheela von Clonmel

## Musik
Sheela-Na-Gig ist auch der Titel eines Songs von PJ Harvey, der auf dem Album Dry (1992) erschien und im gleichen Jahr als Single veröffentlicht wurde.